# James Noble Tyner
James Noble Tyner, né le 17 janvier 1826 à Brookville (Indiana) et mort le 5 décembre 1904 à Washington (district de Columbia), est un homme politique américain. Membre du Parti républicain, il est représentant de l'Indiana entre 1869 et 1875 puis Postmaster General des États-Unis entre 1876 et 1877 dans l'administration du président Ulysses S. Grant.

## Sources
- (en) Cet article est partiellement ou en totalité issu de l’article de Wikipédia en anglais intitulé « James Noble Tyner » (voir la liste des auteurs).